# Taourirt Moussa
Taourirt Moussa (en berbère : Tawrirt n Musa / en caractères tifinaghs : ⵜⴰⵡⵔⵉⵔⵜ ⵏ ⵎⵓⵙⴰ / en arabe :ثاوريرث موسى) est un village de Grande Kabylie situé dans la commune d'Aït Mahmoud dans la wilaya de Tizi Ouzou en Algérie.

## Localisation
Le village de Taourirt Moussa est limité au sud par Taguemount Azouz, au nord par Thimegnounine, à l'est par Tizi n Ttalakhth (« col de l'argile ») et le barrage de Taksebt et à l'ouest par le village d'Ait Bouyahia.
- Le village est accessible par la route qui relie le chef-lieu de daïra de Beni Douala au lieu-dit Akhal Aberkan (« la terre noire ») et par la route nationale 30 au niveau du barrage de Taksebt.

## Personnalités liées à la commune
Taourirt Moussa est le village du chanteur Lounès Matoub, mort assassiné le 25 juin 1998, sur la route qui relie Tizi Ouzou et son village au lieu-dit Thala Bounane à Ait Aïssi.
Le village de Taourirt Moussa a été doté d'une école en 1893 à l'instar des villages environnants et dans laquelle enseigna durant des années l'écrivain Mouloud Feraoun, natif du village voisin de Tizi Hibel. Il y a écrit notamment Le Fils du pauvre et Journal. Dans cette école sont venus entre autres : Emmanuel Roblès et Albert Camus. Un autre instituteur non moins méritoire fut Medani Brahim, originaire de Taourirt Moussa Ouamar, fils de Oulmas Smina (dite Thagouravth) et de Medani Kaci, décédé en France à Paris, à l'âge de 40 ans environ et enterré au carré musulman de Bobigny, puis MEDANI Amar, fils de MEDANI Hocine. ET ce dernier (Hocine n'Amar Mheidine ) fut le premier maire de la région, et qui a été pour beaucoup pour son village et aussi pour la commune.
D'autres personnalités sont originaires de Taourirt Moussa : Ainsi les parents du journaliste français, Saïd Mahrane, rédacteur en chef au magazine Le Point, y sont nés. Ainsi également Ath Larbi Ou Säid, mère de Fadhma Aït Mansour Amrouche, l'auteure de Histoire de ma vie, elle-même mère de Taos Amrouche, artiste algérienne, et elle-même, mère de Laurence Bourdil, femme de théâtre, écrivaine francophone, Malika Laichour Romane, réalisatrice, productrice et auteure, Samira Negrouche, poétesse, écrivaine, Nacera Medjadel journaliste,  Smaïl Medjeber écrivain et défenseur infatigable de la culture Amazigh,

## Autres personnages du village
-Madeleine, sorte de matriarche du village, d'origine française, compagne d'un Matoub, chasseur. Elle avait tenu le Garage, une échoppe étrange où l'on trouvait de tout.
Elle est enterrée au cimetière de Tamezguida à la demande de tous les villageois et avec l'accord des autorités religieuses du village, étant donné qu'elle n'était pas musulmane.
-Da Mohand Akli Ath Mouh, véritable troubadour, poète, chanteur, troubadour, danseur, déclamant des vers extraordinaires, récemment décédé.
Club de football emblématique de la région, l'OTM (Olympique Taourirt Moussa) remporta plusieurs titres et trophées régionaux.

## Endroits emblématiques et  "légendes"
Il y a de nombreuses fontaines toutes auréolées de légendes plus ou moins recevables: Thala Azza, petite fontaine en pierre: on dit qu'un vieil homme avait voulu faire sa prière mais tomba sur un trésor. Il demanda alors au Très Haut de lui changer ce trésor futile en eau. Ce fut fait. cette eau était saumâtre mais très fraîche. cette fontaine a été longtemps un lieu de guérison et de pèlerinage.
Il y a aussi Thala N'sidi Ali Moussa, grand Cheikh qui a une Zaouïa portant son nom à quelques kilomètres ; il y a Thala Guemdhounen, très enfoncée dans le ravin et dont l'eau était très appréciée pour sa grande fraîcheur en été. Thala N'Voudhaa est la plus courue en haut du village. Enfin, il y a aussi Thaliwin. Ces fontaines sont si belles dans leur quiétude et leur végétation.
Le village dispose d'une mosquée, celle de Sidi El Hadj Ouzzeggane. Une inscription sur marbre faisait dater cet édifice de 6 siècles.
Il y a la mosquée centrale, El Djamaa Nath Arvi, en haut du village qui est plutôt un mausolée du Cheikh défunt.
Au village, il faut retenir une vieille bâtisse unique, plantée dans une oliveraie : Tazzeka B'wadda (la maison d'en bas) où se déroulaient les festivités de Tafsut et d'Anzar.
Le monument aux morts du village atteste d'une grande adhésion aux principes de la révolution et d'une participation importante de sa population.